# Куатис
Куатис (порт. Quatis) — муниципалитет в Бразилии, входит в штат Рио-де-Жанейро. Составная часть мезорегиона Юг штата Рио-де-Жанейро. Входит в экономико-статистический микрорегион Вали-ду-Параиба-Флуминенси. Население составляет 12 182 человека на 2006 год. Занимает площадь 286,244 км². Плотность населения — 42,6 чел./км².
Праздник города — 25 ноября.

## История
Город основан 25 ноября 1990 года.

## Статистика
- Валовой внутренний продукт на 2003 год составляет 78 440 215,00 реалов (данные: Бразильский институт географии и статистики).
- Валовой внутренний продукт на душу населения на 2003 год составляет 6811,41 реалов (данные: Бразильский институт географии и статистики).
- Индекс развития человеческого потенциала на 2000 год составляет 0,791 (данные: Программа развития ООН).

## География
Климат местности: горный тропический. В соответствии с классификацией Кёппена, климат относится к категории Cwa.